# Albert van Cuijk
Albert van Cuijk (1170 - 1233) was heer van Cuijk en Herpen en burggraaf van Utrecht. Ook was hij de eerste heer van Asten waarvan schriftelijke gegevens bekend zijn. Dit betreft een document uit 1212 waarin hij het patronaatsrecht van Lierop en Asten doet toekomen aan de abdij van Floreffe, die ook de priorij van Postel heeft gesticht.
Hij trouwde omstreeks 1200 met Hadewych van Meerheim (1170-1235). Uit hun huwelijk zijn de volgende kinderen geboren:
- Hendrik III van Cuijk (1200-1251)
- Willem van Cuijk
- Rutger van Cuijk
- Dirk van Cuijk
- NN van Cuijk
- Agnes van Cuijk